# 정윤철
정윤철(1971년 ~ )은 대한민국의 영화 감독이다.

## 학력
- 상문고등학교
- 한양대학교 연극영화과
- 용인대학교 대학원 영화학 석사
- 호주국립영화학교 (2000년 유학)

## 참여 작품
- 2002년 《쓰리》 - 편집
- 2005년 《말아톤》 - 각본, 연출
- 2005년 《3인3색 러브 스토리 - 사랑 즐감》 - 연출
- 2006년 《세번째 시선》 - 연출
- 2006년 《폭풍의 언덕》 - 감독
- 2007년 《좋지 아니한가》 - 각색, 연출
- 2008년 《슈퍼맨이었던 사나이》 - 연출, 각본, 스토리보드
- 2017년 《대립군》 - 연출
- 2017년 《아빠의 검》 - 연출

## 경력
- 2010년 제9회 미쟝센 단편 영화제 비정성시부문 심사위원
- 2011년 제1회 Olleh 롯데 스마트폰영화제 심사위원
- 2012년 제2회 Olleh 롯데 스마트폰영화제 심사위원

## 수상
- 1997년 제4회 서울단편 영화제 최우수 작품상
- 2000년 신영영화제 최우수감독상
- 2005년 제41회 백상예술대상 영화 시나리오상
- 2005년 제42회 대종상 신인감독상
- 2005년 제42회 대종상 시나리오상
- 2005년 제26회 청룡영화상 신인감독상
- 2005년 한국장애인단체총연맹 한국장애인인권상
- 2005년 제25회 한국영화평론가협회상 10대영화상
- 2005년 제28회 황금촬영상 신인 감독상
- 2005년 제13회 춘사대상영화제 신인감독상
- 2005년 제15회 한국가톨릭매스컴상 영화부문
- 2005년 제8회 디렉터스 컷 시상식 신인감독상
- 2006년 오늘의 젊은 예술가상 영화부문